# Is It Wrong (For Loving You)
«Is It Wrong (For Loving You)» es una canción compuesta e interpretada por el cantautor estadounidense Warner Mack. La versión más conocida de la canción es una grabación por el músico estadounidense Sonny James. Fue publicada el 5 de febrero de 1974 como el sencillo principal de su álbum Is It Wrong.

## Recepción de la crítica
Un escritor no especificado de Billboard escribió: “Cantando con su voz vieja y suave, él lo expresa maravillosamente, y de eso se trata una canción de James”.

## Posicionamiento

### Versión de Warner Mack
| Gráfica (1957–58)                                     | Pico de posición |
| ----------------------------------------------------- | ---------------- |
| Estados Unidos (Billboard Top 100 Sides)              | 61               |
| Estados Unidos (Billboard C&W Best Sellers in Stores) | 9                |

### Versión de Sonny James
| Gráfica (1974)                                      | Pico de posición |
| --------------------------------------------------- | ---------------- |
| Estados Unidos (Billboard Hot Country Singles)      | 1                |
| Estados Unidos (Cash Box Country Top 75)            | 5                |
| Estados Unidos (Record World Country Singles Chart) | 2                |

| Gráfica (1974)                                 | Pico de posición |
| ---------------------------------------------- | ---------------- |
| Estados Unidos (Billboard Hot Country Singles) | 18               |
| Estados Unidos (Cash Box Country Top 75)       | 26               |